# Selecció de futbol de Liechtenstein
La Selecció de futbol de Liechtenstein és l'equip representatiu del país en les competicions oficials. La seva organització està a càrrec de l'Associació de Futbol de Liechtenstein, pertanyent a la UEFA.
És una de les seleccions més febles del continent europeu. La seva primera victòria va ser el 13 d'octubre de 2004 al derrotar a Luxemburg per 4:0. En aquest mateix any, va obtenir un valuós empat 2:2 davant Portugal, poques setmanes després que aquests obtinguessin el subcampionat a l'Eurocopa 2004

## Participacions en la Copa del Món
| Any                | Fase             | Posició            | PJ | PG | PE | PP | GF | GC  |
| ------------------ | ---------------- | ------------------ | -- | -- | -- | -- | -- | --- |
| Des de 1930 a 1990 | No participà     | -                  | -  | -  | -  | -  | -  | -   |
| 1994               | Retirada         | -                  | -  | -  | -  | -  | -  | -   |
| 1998               | No es classificà | 6è (classificació) | 10 | 0  | 0  | 10 | 3  | 52  |
| 2002               | No es classificà | 5è (classificació) | 8  | 0  | 0  | 8  | 0  | 23  |
| 2006               | No es classificà | 6è (classificació) | 12 | 2  | 2  | 8  | 13 | 23  |
| 2010               | No es classificà | 6è (classificació) | 10 | 0  | 2  | 8  | 2  | 23  |
| 2014               | No es classificà | 6è (classificació) | 10 | 0  | 2  | 8  | 4  | 25  |
| 2018               | No es classificà | -                  | -  | -  | -  | -  | -  | -   |
| 2022               | Es determinarà   | -                  | -  | -  | -  | -  | -  | -   |
| Total              |                  |                    | 50 | 2  | 6  | 42 | 22 | 146 |

## Participacions en l'Eurocopa
- Des de 1960 a 1992 - No participà
- Des de 1996 a 2016 - No es classificà